# 이화여자대학교 사범대학 부속 이화·금란고등학교
이화여자대학교 사범대학 부속 이화·금란고등학교(梨花女子大學校 師範大學 附屬 梨花·金蘭高等學校)는 대한민국 서울특별시 서대문구 대신동에 있는 사립 고등학교이다.

## 학교 연혁
- 1958년 4월 1일 : 서울특별시 서대문구 대신동 47번지에서 이화여자대학교 사범대학 부속고등학교 개교(각 학년 2학급, 전 6학급), 초대 차재순 교장 취임
- 1961년 2월 14일 : 제1회 졸업생 배출
- 1967년 12월 30일 : 체육관 및 특별교실 준공(물리, 화학, 생물, 조리, 미술, 유도, 무용, 음악실)
- 1971년 8월 30일 : 4층 증축공사 준공(도서실, 보통교실 5실, 특별교실 1실)
- 1989년 7월 4일 : 5층 증축공사 준공(도서실, 독서실, 시청각실, 컴퓨터실, 교실 3실)
- 2001년 3월 1일 : 이화여자대학교 사범대학 부속 고등학교와 이화여자대학교병설 금란여자고등학교(1960. 3. 11~2001. 2. 28)가 통합하여 이화여자대학교 사범대학 부속 이화·금란고등학교로 인가 및 서울특별시 서대문구 대신동 113번지로 이전
- 2009년 7월 17일 : 자율형 사립고 지정
- 2011년 2월 10일 : 제51회 졸업(총 졸업생 15,807명)
- 2012년 3월 1일 : 제14대 이종경 교장 취임
- 2014년 2월 1일 : 제15대 이영하 교장 취임
- 2017년 3월 2일 : 제16대 심현섭 교장 취임
- 2021년 3월 1일 : 제17대 이윤규 교장 취임
- 2025년 3월 1일 : 일반고 전환[1]

## 참고 자료
- 이화여자대학교 사범대학 부속 이화·금란고등학교 - 한국교육학술정보원 학교알리미